# Eix (Fluss)
Der Eix (französisch: Ruisseau d’Eix) ist ein rund 15 Kilometer langer Bach, der im französischen Département Meuse in der Region Grand Est verläuft und ein rechter Zufluss der oberen Orne ist.

## Geographie

### Verlauf
Der Eix entspringt im westlichen Gebietsteil der gleichnamigen Gemeinde Eix auf einer Höhe von etwa 291 m. Er entwässert generell in Richtung Osten durch die Landschaft Woëvre.
Er mündet schließlich an der Gemeindegrenze von Warcq und Gussainville auf einer Höhe von ungefähr 196 m von rechts in die Orne.
Der 15,15 km lange Lauf des Eix endet ungefähr 95 Höhenmeter unterhalb seiner Quelle, er hat somit ein mittleres Sohlgefälle von etwa 6,3 ‰.

### Einzugsgebiet
Das Einzugsgebiet des Eix liegt in der Woëvre und wird durch ihn über die Orne, die Mosel und den Rhein zur Nordsee entwässert.
Es grenzt
- im Nordosten an das Einzugsgebiet des Ruisseau de Launay, der über den Ruisseau de Perroi in die Orne entwässert;
- im Süden an das des Ru Braquemis, der in die Orne mündet;
- im Südwesten an das des Longeau, der über den Yron in die Orne entwässert;
- im Westen an das der Maas und
- im Nordwesten an das des Orne-Zuflusses Ruisseau de Tavannes.

Das Einzugsgebiet wird im Norden und Osten überwiegend landschaftlich genutzt, der Süden und Westen ist zu großen Teilen bewaldet.

### Zuflüsse
(Reihenfolge in Fließrichtung)
- Ruisseau du Mauvais Lieu (rechts), 3,8 km
- Ruisseau du Ruet (links), 6,0 km
- Ruisseau de Viaunoue (rechts), 8,2 km
- Ruisseau du Cul des Noues (rechts), 9,2 km

### Orte am Fluss
(Reihenfolge in Fließrichtung)
- Eix
- Moranville
- Grimaucourt-en-Woëvre
- Herméville-en-Woëvre
- Saint-Maurice, Gemeinde Gussainville
- Warcq